# Anatolische Biene
Die Anatolische Honigbiene (Apis mellifera anatoliaca; auch A. m. anatolica) ist eine in Anatolien heimische Unterart der Westlichen Honigbienen.

## Verbreitung
Die anatolische Honigbiene ist auf der anatolischen Halbinsel (Türkei) verbreitet, deren größter Teil von ihr besiedelt wird. Im europäischen Teil der Türkei grenzt ihr Areal an das von Apis mellifera carnica. Vom Nordosten des Landes an, im Gebirgsland und an der Schwarzmeerküste nördlich von Erzurum, lebt die kaukasische Unterart Apis mellifera caucasica. Im Südosten der Türkei lebt bereits die persische Unterart Apis mellifera meda. Entgegen früheren Vermutungen kommt wohl auch die Unterart Apis mellifera syriaca im äußersten Süden des Landes noch vor. Die Unterarten sind an den Verbreitungsrändern durch Übergangsformen verbunden, genetische und morphometrische Zuordnungen stimmen dabei nicht in allen Fällen überein.

## Eigenschaften
Die anatolische Biene hat einen vergleichsweise kleinen Phänotyp, mit eher hellen Farbvariationen. Sie ist kleiner als caucasica, aber größer als meda. Bienenunterarten überlappen in ihren Merkmalen weit, sie sind nur durch die synchrone Messung und den Vergleich zahlreicher Messwerte, durch Morphometrie, unterscheidbar; die Methodik geht vor allem auf den Bienenkundler Friedrich Ruttner zurück. Dabei werden vor allem Messpunkte auf den Flügeln und die Winkel zwischen Flügeladern gemessen und nach bestimmten Vorschriften miteinander verrechnet. Dabei sind verschiedene Verfahren in Gebrauch. Die morphometrische Unterscheidung der Unterart ist schwierig und die Zuordnung vieler regionaler Formen von der genauen Messmethode abhängig.
Die anatolische Biene gilt nach Karl Kehrle (Bruder Adam) als widerstandskräftig gegenüber Krankheiten, geht sparsam mit dem Futtervorrat um und hat keine allzu hohen Auswinterungsverluste. Aufgrund dieser Eigenschaften nahm man sie in die Hybridkreuzungsprogramme auf, die zur Zucht der Buckfastbiene führten.
Zusammen mit der kaukasischen Rasse neigt sie zur starken Kittharzverwendung.

## Klassifizierung
Nach der morphologischen Einteilung Ruttners gehört die Unterart in die Gruppe der Nahöstlichen Bienenrassen. Dem widersprechen allerdings neuere genetische Studien. Diese haben in zahlreichen unabhängigen Untersuchungen klar ergeben, dass die Anatolische Biene näher mit den südosteuropäischen Bienen um die Kärntner Biene Apis mellifera carnica verwandt ist.

## Historische Imkerei im Nahen Osten
Bei den Ausgrabungen im israelischen Tel Rehov wurden 3000 Jahre alte Bienenbauten gefunden, die noch Reste von Honigbienen enthielten (vgl. Hauptartikel Imkerei von Tel Rechov). Dabei handelte es sich nach morphometrischen Messungen um Apis mellifera anatoliaca. Dies ist vor allem deshalb bemerkenswert, weil die Unterart in dieser Region nicht natürlich verbreitet ist, und auch damals nach allen Informationen nicht war. Sie muss also von Imkern hier eingeführt worden sein. Dies liegt vermutlich daran, dass sie weitaus besser für die Imkerei geeignet ist als die lokale Unterart syriaca.